# Маран (порода кур)

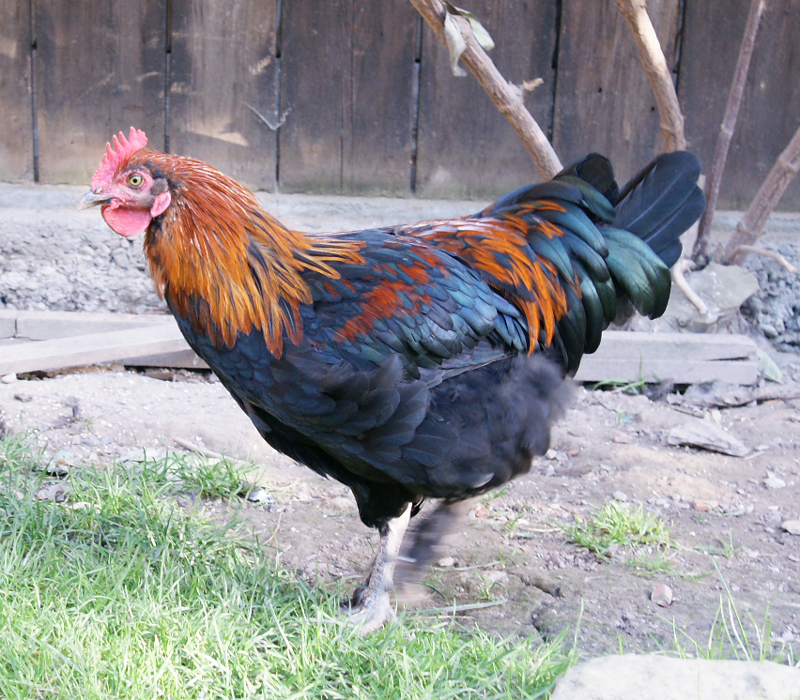
Маран

Маран — старинная французская порода кур, названная в честь места своего происхождения — портового города Маран, в департаменте Приморская Шаранта, в регионе Новая Аквитания на юго-западе Франции. Порода стала известна благодаря своим тёмно-коричневым яйцам.

## История породы
В XII веке беспородных и некоторых бойцовых кур скрещивали между собой, вследствие чего получившаяся порода получила свою особенность — коричневые яйца. В 1914 году на национальной выставке Ла-Рошели состоялась первая презентация этой породы, названной «деревенской курицей». В 1921 году мадам Руссо с острова Иль-д'Эль отобрала кур по размеру и цвету яйца для того, чтобы стандартизировать новую породу. Однако мараны не были популярными, особенно после выведения более продуктивных кроссов домашней птицы. Однако некоторые заводчики-любители и фермеры продолжали выращивать маранов, тем самым восстанавливая популяцию несушек.
В 1990-х годах был основан Клуб породы маран. В 2000 году он насчитывал более 400 членов. В конце 2005 года насчитывалось 540 членов, а в 2010 году  более 570. По состоянию на 2018 год в клубе насчитывается около 600 членов.

## Описание
Особи породы крепко сложены, тело прямоугольное, довольно широкое. Шея длинная, довольно сильная, спина длинная, плечи широкие, крылья короткие; они плотно прижаты к туловищу. Хвост среднего размера, поднят над углом 45°. Грудь сильная, широкая, брюшко также широкое. Гребень ярко-красный, прямостоящий, довольно толстый, среднего размера. Глаза оранжевые, ноги короткие с 4-мя пальцами белого цвета. Стандарт утверждён 15 января 1931 года.

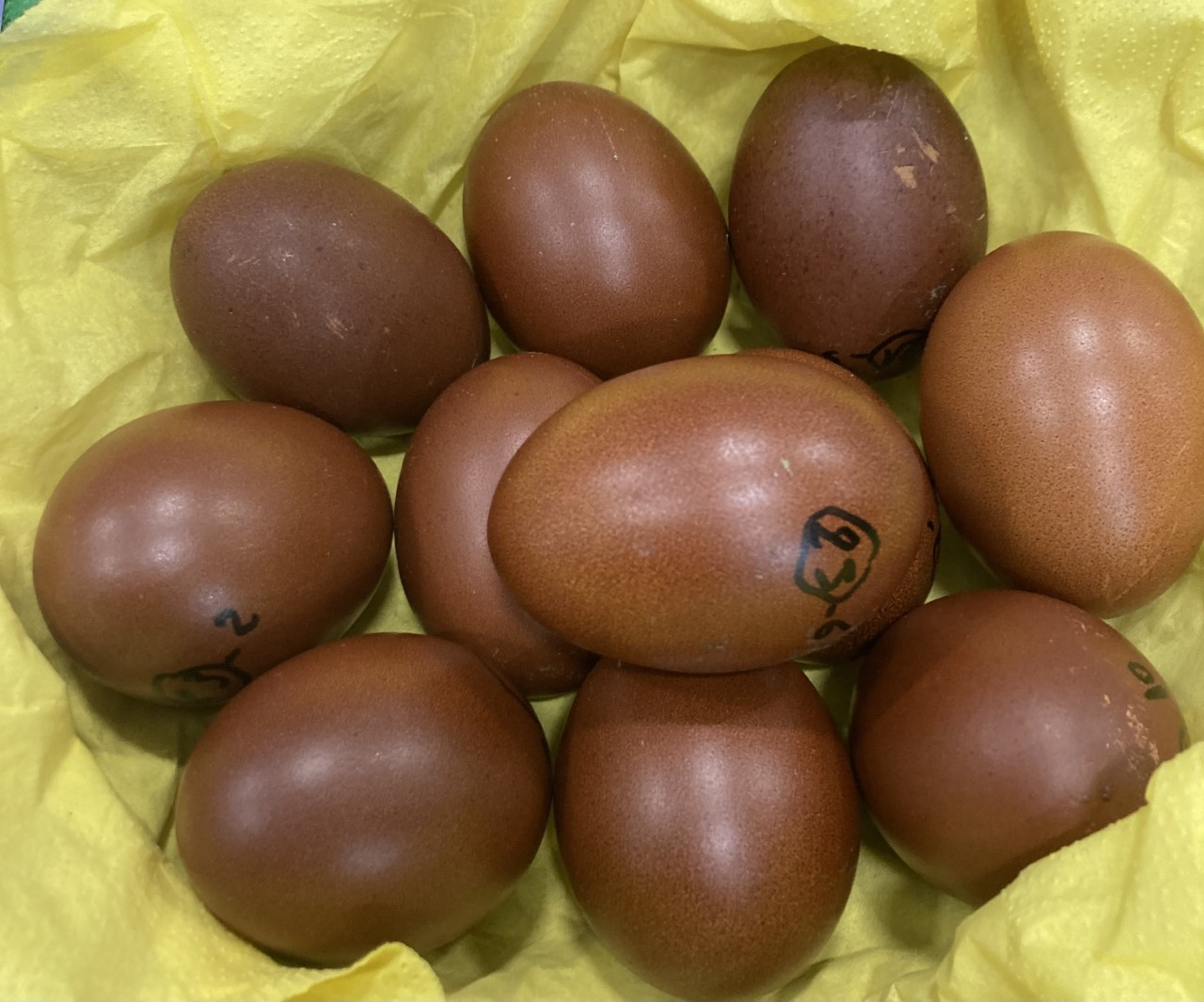
Яйца марана

Во французском стандарте породы признано десять окрасов: белый, пшеничный, тёмно-пятнистый, бело-чёрный, чёрный, медно-чёрный, серебристо-чёрный, медно-голубой, чёрнохвостый желтовато-коричневый и колумбийский. В Великобритании признаны только пять — чёрный, медно-чёрный, тёмно-пятнистый, бело-чёрный и рыжевато-пятнистый.
Эта порода считается мясо-яичной: масса петухов составляет от 3,5 до 4,0 кг, кур — от 2,5 кг до 3 кг. Яйценоскость составляет более 150—200 крупных тёмно-коричневых яиц в год, их минимальная масса для инкубации должна составлять 65 граммов. Ширина кольца на ногу петуха 22 мм, курицы — 20 миллиметров.

## Карликовая разновидность
Неизвестна дата выведения карликовой разновидности породы, и какие именно породы участвовали при её выведении. Основные окрасы, признанные во Франции, это: белый, чёрный, чёрный с медной каймой перьев, пятнистый. Петухи по стандарту должны весить не более 1100 граммов, а курица 900 граммов. Яйценоскостью куры не отличаются от крупных, минимальная масса инкубационного яйца должна составлять 40 граммов. Диаметр кольца на ногу самца — 16 миллиметров, для курицы — 14 мм.